# Linda Leopold
Linda Märta Heléne Leopold, född 14 april 1979, är en svensk författare och tidigare chefredaktör på tidningen Bon. 

## Biografi
2007 gav hon ut Faghag, en reportagebok om heterosexuella kvinnors vänskap och relationer med homosexuella män. Helsingborgs Dagblad beskrev den som "en underbar peppbok för alla som lever i relationer som utmanar heteronormen".
2013 gav hon ut reportageboken Smartast i världen : IQ-sällskapen från insidan, där hon skildrar Mensa och andra sällskap för högintelligenta. I boken reser Leopold runt i världen och träffar människor som fått höga IQ-resultat, bland andra Evangelos Katsioulis, Rick Rosner och Ronald K Hoeflin. Hon är själv medlem i Mensa och Intertel.
Som frilansjournalist har Linda Leopold skrivit i bland annat Damernas värld, Fokus och Dagens Nyheter.
Leopold var tidigare chefredaktör för gratistidningen Odd at Large (ISSN 1653-7289), som gavs ut mellan 2006 och 2007. I redaktionen ingick också Eric Schüldt, Elsa Westerstad tillsammans med tidningens grundare Kalle Tollmar och Tomas Rajnai.

### Familj
Hon var tidigare gift med musikjournalisten Fredrik Strage. De har tillsammans en dotter och en son.